# Цистерна Святого Мокия
Цисте́рна Свято́го Моки́я (греч. Κινστέρνα τοῦ Ἁγίου Μωκίου) — крупнейшее водохранилище открытого типа, построенное в Константинополе. Сооружена на рубеже V—VI веков, названием обязана находившейся по соседству церкви Святого Мокия, ныне разрушенной. В современности в цистерне расположены жилые здания и городская зона отдыха.

## Местоположение и название

Карта византийского Константинополя. Цистерна Святого Мокия расположена в западной части города и обозначена голубым цветом.

Данная цистерна расположена в Стамбуле, в районе Фатих, в квартале Алтымермер, в махалля Seyyid Ömer, к северо-востоку от мечети Seyyid Ömer, между Ziya Gökalp Sokak на севере и Cevdet Paşa Caddesi на юге. Она стоит на вершине седьмого городского холма, откуда открывается вид на Мраморное море.
В наше время турки называют эту цистерну Алтымерме́р Чукурбо́станы. Слово Çukurbostanı означает «затопленный сад» (такое же название закрепилось за цистернами Аэция и Аспара). Altımermer, в свою очередь, переводится как «шесть мраморных изделий»; квартал приобрёл такое название благодаря обнаруженным в нём обломкам византийской колонны, которым в османские времена приписывали магические свойства.
Цистерна Святого Мокия была построена в XII регионе (квартале) Константинополя, в районе Эксокионий. С запада к ней примыкала церковь Святого Мокия (отсюда и название), с севера — монастырь Олимп, а с востока — монастырь Святого Филиппа. Все эти здания более не существуют.

## История
Согласно «Patria Konstantinupoleos», строительство цистерны на седьмом холме Константинополя проводилось при императоре Анастасии I (пр. 491—518). Данное сооружение предназначалась для снабжения водой новых кварталов, построенных между стеной Константина (IV век) и стенами Феодосия (V век). Само оно питалось от акведука Валента.
После завоевания Константинополя османами в 1453 году цистерна Святого Мокия была пуста: об этом писал французский путешественник Пьер Жиль в 1540 году. В османский период, как на то указывает его турецкое название Çukurbostani («затопленный сад, огород»), в цистерне стали выращивать овощи. К середине XX века восточная часть резервуара была застроена деревянными домами, а в 1980-х в его западной части появилось футбольное поле. Далее последовала серьёзная реконструкция.
Сегодня бывшая цистерна частично застроена жилыми зданиями и по большей части используется как зона отдыха: для местных жителей здесь разбит парк, построены спортивные сооружения и прочие удобства. По состоянию на 2014 год это место имеет статус «Образовательного парка» (тур. Fındıkzade Eğitim parkı) района Фатих.

## Описание
Цистерна имеет форму прямоугольника размерами 170×147 м и площадью 24 900 м², что делает это открытое водохранилище крупнейшим из когда-либо построенных в Константинополе. Изначальная глубина строения неизвестна, так как оно частично засыпано землёй, однако, по разным оценкам, она должна достигать от 10,5 до 15 м, из которых ныне видны лишь 2—4 м. В цистерну могло вместиться около 0,26—0,37 млн м³ воды. Её стены, толщиной 6 м и частично сохранившиеся, были сооружены с использованием римского типа кладки «opus vittatum», то есть посредством чередования ярусов камня и кирпича. Подобным образом были построены цистерны Аэция и Аспара.